# 尖棘角魴鮄
尖棘角魴鮄又稱尖棘角魚為輻鰭魚綱鮋形目角魚科的其中一種。

## 分布
印度西太平洋區，包括葉門、阿曼、南日本及澳洲等海域。

## 深度
可達200公尺。

## 特徵
頭及背側為紅色、腹側為白色。頭背面及側面全被骨板，吻突細長尖銳，第一背鰭的第三及第六鰭棘間有一黑斑，且體側上半部有許多大小褐色斑點。尾鰭分叉，胸鰭呈黑色。主上頜骨長，向後達眼眶下方。體長可達30公分。

## 生態
本魚多棲息於沙泥質底較深海域。

## 經濟利用
可食用，煮湯或油炸皆宜。